# تپه سس فرنقیه
تپه سس فرنقیه مربوط به دوره اشکانیان - دوره ساسانیان است و در شهرستان تفرش، بخش مرکزی، دهستان رودبار، روستای قراجقیه واقع شده و این اثر در تاریخ ۱۸ اسفند ۱۳۸۷ با شمارهٔ ثبت ۲۵۰۴۷ به‌عنوان یکی از آثار ملی ایران به ثبت رسیده است.